# Ири (Северна Дакота)
Ири (енгл. Erie) насељено је место без административног статуса у америчкој савезној држави Северна Дакота.

## Демографија
По попису из 2010. године број становника је 50, што је 15 (-23,1%) становника мање него 2000. године.
| Група             | 2000.       | 2010.      |
| Белци             | 65 (100,0%) | 49 (98,0%) |
| Афроамериканци    | 0 (0,0%)    | 0 (0,0%)   |
| Азијати           | 0 (0,0%)    | 0 (0,0%)   |
| Хиспаноамериканци | 0 (0,0%)    | 0 (0,0%)   |
| Укупно            | 65          | 50         |